# Piotr Jacek
Piotr Marek Jacek (ur. 6 lutego 1977 w Poznaniu) – polski piłkarz występujący na pozycji pomocnika, trener.

## Kariera piłkarska
Jacek jest wychowankiem szkoły sportowej SKS 13 Poznań. Jego ojciec Władysław Jacek również był piłkarzem (grał w Olimpii Poznań i Admirze Poznań). W 1995 z Lechem Poznań zdobył tytuł mistrza Polski juniorów starszych. Jest absolwentem Akademii Wychowania Fizycznego w Poznaniu (2000).
W barwach Lecha rozegrał 27 spotkań pierwszoligowych, zdobywając z tym klubem Puchar Polski w sezonie 2003/04.
W barwach Świtu Nowy Dwór Mazowiecki rozegrał dwanaście spotkań pierwszoligowych, natomiast w Amice Wronki – trzy.
Występował też za granicą, w greckim klubie AO Koropi. Karierę piłkarską zakończył w KS 1920 Mosina.

## Kariera trenerska
Jacek był trenerem grającej na czwartym poziomie ligowym Stali Brzeg, z której został zwolniony 3 października 2019. 11 lipca 2022 roku został trenerem Legii II Warszawa, występującej w III lidze, gr. I. 24 czerwca 2024 został trenerem Warty Poznań występującej w I lidze, z której został zwolniony 22 sierpnia 2024.  

## Sukcesy
Lech Poznań
- Puchar Polski: 2003/04